# Jerry Heil
Jana Oleksandrivna Sjemajeva (ukrainska: Я́на Олекса́ндрівна Шема́єва), född 21 oktober 1995 i Vasylkiv och känd professionellt som Jerry Heil, är en ukrainsk sångerska, låtskrivare och Youtube-personlighet. 
Sjemajeva inledde sin musikkarriär 2017, med debut-EP:n De mij dim hos Vidlik Records. Hon gav 2019 ut singeln "Ochrana, otmjena", vilken då nådde topp-5 på topplistorna i Ukraina. Debutalbumet Ja Jana kom ut i oktober samma år. Sedan starten av hennes Youtube-kanal har hon nått mer än 35 miljoner visningar och cirka 400 000 prenumeranter. 
Tillsammans med Alyona Alyona representerade hon Ukraina i Eurovision Song Contest 2024 med låten "Teresa & Maria". Bidraget slutade på tredje plats i finalen. 

## Biografi

### Tidiga år
Jana Sjemajeva föddes i Vasylkiv strax utanför Kiev, och hennes vägbärgade föräldrar arbetar inom handel. Hon studerade vid musikskolor i Kiev, musikhögskolan Glière samt musikkonservatoriet i Kiev.

### Tidig karriär
Artistnamnet Jerry Heil skapades när Sjemajeva var 15 år. Efter att ha registrerat sig hos den ryska sociala medietjänsten Vkontakte använde hon namnet Jerry Mouse, som en referens till animationsfiguren med samma namn. Därefter ändrade hon "Mouse" till "Heil", efter att i egen utsago ha letat upp det på en webbplats med amerikanska efternamn. Hon har även beskrivit det här namngivningssättet som "idiotiskt".
2012 lanserade Heil sin Youtube-kanal, där hon sedan dess publicerat vloggar och coverversioner av olika ukrainska och internationella artister som Twenty One Pilots, Okean Elzy, The Hardkiss og Kodaline. Frontfiguren i Okean Elzy, Svjatoslav Vakartjuk, har gett sitt godkännande till hennes versioner.

### 2017–2018: Genombrottet ochDe mij dim
2017 skrev Heil skivkontrakt med ukrainska bolaget Vidlik Records, känt via dess koppling till musikgruppen Onuka. Hon spelade därefter in sin debut-EP De mij dim, som gavs ut i oktober samma år.
Året därpå deltog Heil i en audition för den nionde säsongen av X-Faktor Ukraina. Hon gick vidare från den första rekryteringsrundan men blev bortvald i ett senare skede. Efter elimineringen återvände Heil till sin egen karriär och gav ut singlarna "Kava" och "Postil"; den sistnämnda lanserades även med hennes första musikvideo.

### 2019–2024: "Okhrana, otmjena",Ja Janaoch Eurovision
I mars 2019 publicerade Heil ett utdrag av den kommande singeln "Ochrana, otmjena" på Instagram, som hon spelat in med den ukrainska producenten Morphom. Sången nådde snabbt stor spridning, via omnämnanden av ukrainska sångkollegor som NK och Vera Brezjnjeva. Heil presenterade månaden efter en fullängdsversion av sången på sin Youtube-kanal, där musikvideon därefter fått minst 15 miljoner visningar. Dessutom blev låten en topp-5-hit i Ukraina.
Därefter har Heil skrivit sånger till musiker som Brezjneva och det Kiev-baserade bandet Cloudless, i samarbete med låtskrivaren och producenten Konstantin Meladze.
Debutalbumet Ja Jana presenterades i september 2019 via Heils Youtube-kanal. Månaden efter kom det åtta låtar långa albumet ut kommersiellt. I januari nästföljande år antogs Heil som en av deltagarna i Vidbir, den ukrainska uttagningen till Eurovision Song Contest 2020 i Rotterdam. Låten "Vegan" kvalificerade sig till den nationella finalen, där den slutade på sjätte plats. I december 2022 återkom Heil till Vidbir, inför Eurovision Song Contest 2023. Låten "When God Shut the Door" slutade denna gång på tredje plats.

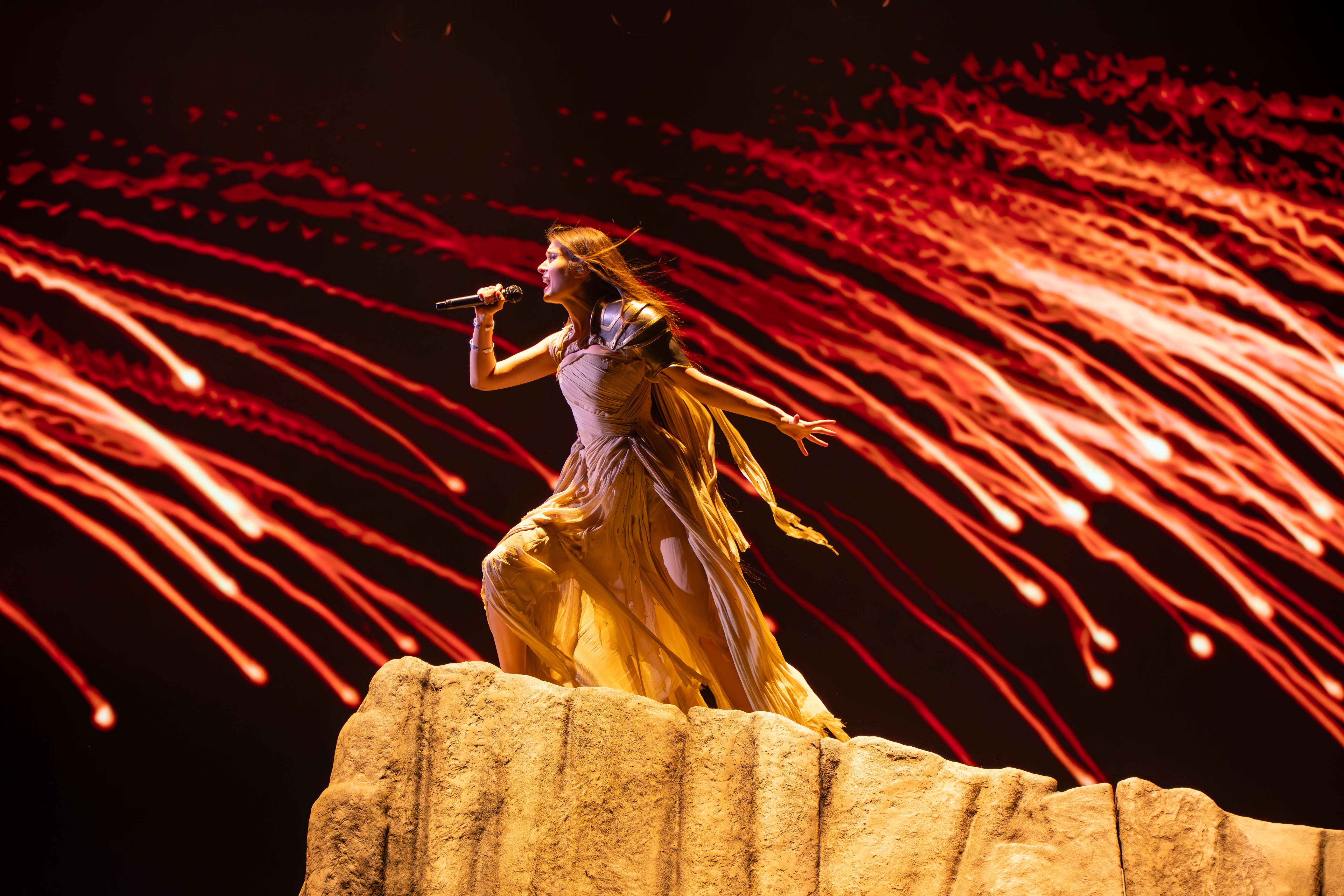
Jerry Heil på scen i Eurovision Song Contest 2024 i Malmö.

På sitt tredje Vidbir-försök, inför Eurovision Song Contest 2024 i Malmö, lyckades Heil än bättre. Vid den nationella finalen 4 februari 2024 vann duon Heil och Alyona Alyona med sin "Teresa & Maria". De kvalade vidare från den första semifinalen 7 maj och nådde till slut tredje plats i den europeiska finalen den 11 maj, med sammanlagt 453 poäng.

## Privatliv
Heil talar ukrainska och engelska flytande, och de flesta av hennes låtar är insjungna på ukrainska. Hon identifierar sig som kristen och vegan.

### Upphovsrättsbrott
I augusti 2018 hotade förlaget Komp Music Publishing – kopplat till Universal Music Group (UMG) i Ukraina – med en stämning på grund av otillåten användning av låten "Believer" av gruppen Imagine Dragons i en av Heils musikvideor. Bolaget insisterade på att alla låtar från UMG som använts i Heils Youtube-kanal skulle tas bort och krävde ersättning på flera tusen hryvnia som följd av upphovsrättsbrott. Bolaget inledde därefter två stämningsmål mot Heil, vilket fick till följd att hennes kanal togs bort från Youtube.
Air Music, ett bolag anlitat av Heil, svarade på stämningen. I ett möte mellan representanter från bägge bolagen (vilka båda två ingår i UMG-koncernen) framförhandlades ett avtal där ersättningskraven på Heil reducerades. Man kom även överens om storleken på upphovsrättsbrottet. Därefter drogs stämningarna tillbaka, och Heils Youtube-kanal kom tillbaka till Youtube.